# 플루토 (디즈니)

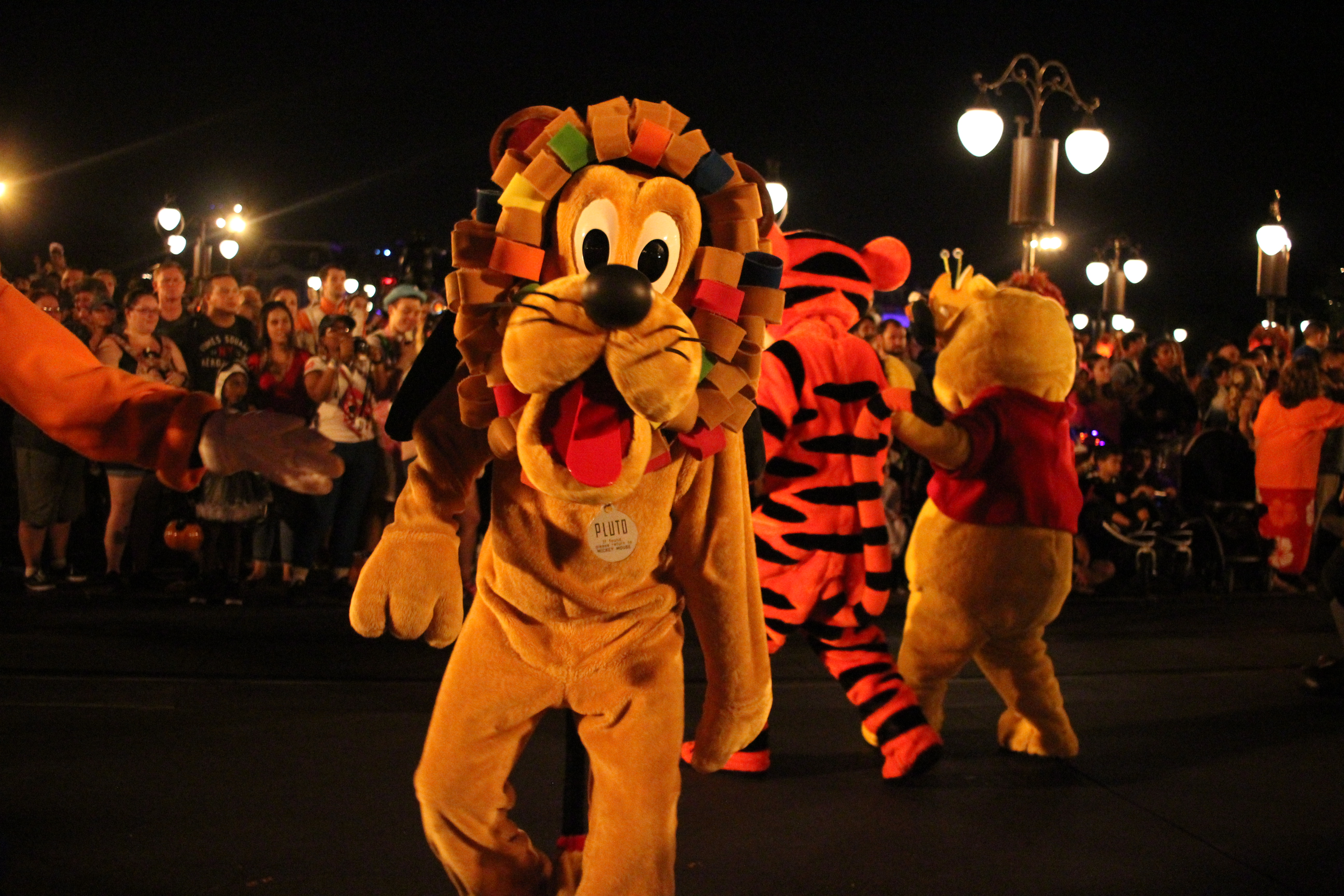
플루토

플루토(Pluto)는 디즈니 애니메이션이나 만화, 각종 미디어 맥스에 등장하는, 미키 마우스의 반려견이다.

## 프로필
| 본명    | 플루토 |
| 영문    | Pluto |
| 제작    | 월트 디즈니, 놈 퍼거슨                                                                                                 |
| 성우    | 핀토 콜빙(Pinto Colvig(1930-1941) 리 밀러(Lee Millar,1939-1941) 짐 맥도날드(Jimmy MacDonald) 빌 파머(Bill Farmer,현재) |
| 첫 등장 | en:The Chain Gang(1930)                                                                                                |
| 종류    | 개 |
| 성별    | ♂ |

## 컨셉
- 플루토는 대부분의 디즈니 캐릭터와 달리 의인화되지 않고 동물로서의 개로 남아있는 캐릭터다.

대사가 일절 없는 동물이라는 설정에도 불구하고, 희로애락 어떤 감정이든 마치 사람처럼 표현해낸다.
겁이 많다는 설정으로,어떤일에 용감히 맞서기 보다 도망치는 경우가 많다.
기본적으로 미키 마우스의 반려동물이나 가끔 미니 마우스나 도널드 덕, 데이지 덕의 반려견으로 등장하는 경우도 있다.

## 출현
- 디즈니 삼총사
- 미키 마우스 워크
- 미키의 크리스마스 선물
- 미키의 클럽하우스
- 하우스 오브 마우스
- 킹덤 하츠시리즈